# Liste der Kulturdenkmäler in Siegbach
Die folgende Liste enthält die in der Denkmaltopographie ausgewiesenen Kulturdenkmäler auf dem Gebiet  der Gemeinde Siegbach, Lahn-Dill-Kreis, Hessen.
Hinweis: Die Reihenfolge der Denkmäler in dieser Liste orientiert sich zunächst an Ortsteilen und anschließend der Anschrift, alternativ ist sie auch nach der Bezeichnung, der vom Landesamt für Denkmalpflege vergebenen Nummer oder der Bauzeit sortierbar.
Kulturdenkmäler werden fortlaufend im Denkmalverzeichnis des Landes Hessen durch das Landesamt für Denkmalpflege Hessen auf Basis des Hessischen Denkmalschutzgesetzes (HDSchG) geführt. Die Schutzwürdigkeit eines Kulturdenkmals hängt nicht von der Eintragung in das Denkmalverzeichnis des Landes Hessen oder der Veröffentlichung in der Denkmaltopographie ab.

## Kulturdenkmäler nach Ortsteilen

### Eisemroth
| Bild            | Bezeichnung              | Lage | Beschreibung | Bauzeit                        | Objekt-Nr. |
| --------------- | ------------------------ | --- | --- | ------------------------------ | ---------- |
| weitere Bilder  | Bahnhof                  | Bahnhofstraße 11 LageFlur: 9, Flurstück: 305/3 | Typenbau (wie Bahnhof Bischoffen) von 1902 östlich von Ortschaft und Strecke auf T-förmigem Grundriss aus dekorativzweifarbigem Backstein mit segmentbogigen Fenstern und einer Gliederung aus Ecklisenen, Stufenfriesen und deutschem Band; nach Norden Güterschuppen aus Fachwerk. Kulturdenkmal aus geschichtlichen Gründen. | 1902                           | 161962 DDB |
| Laufbrunnen     | Laufbrunnen              | Brunnenstraße LageFlur: 9, Flurstück: 147/1 | Gusseiserner Laufbrunnen am Aufeinandertreffen von „In der Gasse“ und Brunnenstraße. Errichtet im letzten Viertel des 19. Jh. Der Trog an Längsrand und Schmalseiten mit zwei bzw. einem sternförmigen Ornament, der polygonale Brunnenstock wird von einem Zapfen bekrönt und besitzt zwei Wasserauslässe mit Drachenkopf. Kulturdenkmal aus geschichtlichen, künstlerischen und städtebaulichen Gründen. | 19. Jahrhundert                | 133172 DDB |
| Fachwerkwohnbau | Fachwerkwohnbau          | Brunnenstraße 15 LageFlur: 9, Flurstück: 149 | Zweigeschossiger giebelständiger Fachwerkwohnbau der Zeit um 1700. Städtebaulich markant in der enggeführten Brunnenstraße gelegen. Das barocke Fachwerkgefüge mit aussteifenden Mannformen, Zierformen in den Gefachen und umlaufend profiliertem Geschossversatz ist weitgehend ursprünglich erhalten. Kulturdenkmal aus geschichtlichen Gründen. | Um 1700                        | 133171 DDB |
| Fachwerkbau     | Fachwerkbau              | Brunnenstraße 19 LageFlur: 9, Flurstück: 154 | Am südwestlichen Rand des historischen Ortskerns gelegener Bau mit wertvollem Fachwerkgefüge des 18. Jh. mit hohen Fußstreben. Gegenstreben und profilierter Schwelle über hochliegendem massiven Untergeschoss. Kulturdenkmal aus geschichtlichen und städtebaulichen Gründen. | 18. Jahrhundert                | 133173 DDB |
| Eisenbahnbrücke | Eisenbahnbrücke          | Eisenbahn LageFlur: 9, Flurstück: 302, 304, 305/4 | Dreibogiger Sandsteinviadukt von 1901 (wie 12, 23, 25, 29; Scheitelhöhe 7,20 m) über eine westwärts in den Wald führende Gemeindestraße. Kulturdenkmal aus geschichtlichen Gründen. | 1901                           | 161961 DDB |
| Bild gesucht BW | Sachgesamtheit Eisenbahn | Eisenbahn, Struthbach, In Zaubach, In Leiderstal, Grorbach, Deutersbach, Bahnhofstraße 11 LageFlur: 6, 7, 9, 10, Flurstück: 200/2, 213/2, 5/1, 158, 203, 204, 301/1, 302, 304, 305/2–4, 96, 97, 98, 203/2, 340/2, 355/1, 355/2 | |                                | 953338 DDB |
| Eisenbahnbrücke | Eisenbahnbrücke          | Eisenbahn LageFlur: 9, Flurstück: 158, 98 | Zweibogige Sandsteinbrücke von 1901 über eine westwärts nach Oberscheld führende Straße. Kulturdenkmal aus geschichtlichen Gründen. | 1901                           | 161960 DDB |
| Gesamtanlage    | Gesamtanlage             | Gesamtanlage Historischer Ortskern Lage | Der 1276 erstmals genannte Ort Eisemroth (als Isemerrode) ist eine Rodungssiedlung auf grundherrlichem Besitz derer von Bicken. Im Verlauf der Dernbacher Fehde wurde 1307 auf dem heutigen Kirchberg von den hessischen Landgrafen eine Burg errichtet, die aber schon 1328 von Nassau wieder zerstört wurde (s. o. und Kreisgeschichte). 1434 wurde in Eisemroth eine der ersten Eisenhütten der Grafschaft Nassau-Dillenburg errichtet. Sie hatte allerdings nur bis zum Ende des 15. Jh.s Bestand. Das historische Ortsbild westlich des Kirchbergs wird von der Tallage entlang des Siegbachs geprägt. Es heben sich deutlich zwei Kernbereiche mit sehr dichter historischer Bausubstanz der Zeit um 1700 ab: der nördliche Verlauf der Herborner Straße sowie der Bereich Brunnenstraße/In der Gasse/Moselstraße. Eine Gartenzone bewirkt, dass die auf das 14. Jh. zurückgehende Teilung des Ortes in Ober- und Nieder-Eisemroth noch gegenwärtig ist. Die beiden Ortsteile wuchsen erst im 18. Jh. zusammen. Die Gesamtanlage Eisemroth umfasst den Kirchberg, den Bereich Brunnenstraße/In der Gasse/Moselstraße mit der nördlich sich anschließenden Gartenzone und Teile der Bebauung entlang des Siegbachs. Die genannten Bereiche vermitteln verschiedene Etappen in der Siedlungsgeschichte Eisemroths. Kulturdenkmal aus geschichtlichen Gründen. |                                | 133170 DDB |
| Bild gesucht BW | Hartenroder-Tunnel       | Hinterm Kronscheid LageFlur: 7, Flurstück: 109/1–3, 115, 116 | |                                | 963031 DDB |
| Wohnbau         | Wohnbau                  | In der Gasse 6 LageFlur: 9, Flurstück: 168 | Stattlicher Wohnbau einer winkelförmigen Hofanlage, der giebelständige Fachwerkbau im Erdgeschoss massiv erneuert, darüber sehr kräftige Fachwerkfiguration um 1700, im Giebel besonders eindrucksvoll die zahlreichen, mit Nasen besetzten Zierstreben neben den aussteifenden Mannformen. Kulturdenkmal aus geschichtlichen, künstlerischen und städtebaulichen Gründen. | Um 1700                        | 133175 DDB |
| weitere Bilder  | Evangelische Pfarrkirche | Kirchbergstraße, Der Kirchberg LageFlur: 9, Flurstück: 401/1, 402/1 | Die Kirche liegt östlich des Ortes auf dem ehemaligen Burgberg. Von einem romanischen Bauwerk ist der untere Teil des Chorturms erhalten. Der ehemalige Altarraum besitzt ein gratloses Kuppelgewölbe über Blendnischen und dient heute als Sakristei. Das Satteldach mit Haubendachreiter wurde Anfang des 19. Jh. errichtet. Diesem Bauteil schließt sich quergelagert in Nord-Süd-Richtung das Schiff von 1721–27 in Form eines Saalbaues mit Mansarddach an. Im Inneren umlaufende Emporen auf Holzsäulen aus der Bauzeit des Schiffes, die auf der Ostseite vor dem Triumphbogen enden. Von der Ausstattung sind weiter der 1784 datierte Kanzelkorb, der klassizistische Altar und die klassizistische Orgel hervorzuheben. Kulturdenkmal aus geschichtlichen, künstlerischen und städtebaulichen Gründen. | 1721                           | 133176 DDB |
| Fachwerkbau     | Fachwerkbau              | Marburger Straße 4 / 6 LageFlur: 9, Flurstück: 219/4, 220/1 | Zweigeschossiger Fachwerkbau mit im Obergeschoss ursprünglich erhaltenem Gefüge des frühen 18. Jh. Der traufständige Bau hat zudem den Straßenraum prägende Qualität. Kulturdenkmal aus geschichtlichen und städtebaulichen Gründen. |                                | 133179 DDB |
| Einhausgehöft   | Einhausgehöft            | Moselstraße 3 LageFlur: 9, Flurstück: 128, 129 | In Fachwerk errichtetes Einhausgehöft der zweiten Hälfte des 18. Jh. mit erhaltener Funktionsteilung zwischen Wohnung, Scheune und Stall. Als Beispiel einer regionalen Hofform von geschichtlicher Bedeutung und deshalb Kulturdenkmal. Als Bestandteil einer langgestreckten Baugruppe am südwestlichen Ortsrand auch städtebaulich bedeutsam. Kulturdenkmal aus geschichtlichen und städtebaulichen Gründen. | 2. Hälfte des 18. Jahrhunderts | 133180 DDB |
| Fachwerkscheune | Fachwerkscheune          | Oberndorfer Straße LageFlur: 9, Flurstück: 290 | Ungewöhnlich großvolumige Fachwerkscheune vielleicht noch des 17. Jh. Die durchgehenden Ständer sind im Obergeschoss durch Knaggen und hohe Fußstreben ausgesteift, Geschossbalken und Torsturz mit Klötzchenfries, über der Torsturzmitte eine Rosette. Eine Bauinschrift nennt Johann Peter von Tringenstein als Werkmeister. Kulturdenkmal aus geschichtlichen Gründen. | 17. Jahrhundert                | 133181 DDB |
| Laufbrunnen     | Laufbrunnen              | Oberndorfer Straße 1 LageFlur: 9, Flurstück: 300/1 | Vor dem Eingang eines ehemaligen Gasthauses an der Kreuzung Marburger und Oberndorfer Straße im Hofraum ein gusseiserner Laufbrunnen des späten 19. Jh. Kulturdenkmal aus geschichtlichen Gründen. | spätes 19. Jahrhundert         | 133178 DDB |
| Fachwerkbau     | Fachwerkbau              | Übernthaler Straße 2 LageFlur: 9, Flurstück: 230/2 | An der Einmündung der Übernthaler in die Marburger Straße gelegener Fachwerkbau im Kern der Zeit um 1700. Trotz Veränderungen im Erdgeschoss und Dachgeschoss verfügt der Bau noch über historisch wertvolle Bauteile, wie die umlaufend profilierten Schwellen des Obergeschosses über vorkragenden profilierten Balkenköpfen, mit geschnitzten Schmuckformen versehene Füllhölzer oder das Rähm mit Klötzchenfries im zweiten Obergeschoss der Giebelseite. Kulturdenkmal aus geschichtlichen und künstlerischen Gründen. | Um 1700                        | 133182 DDB |
| Alte Schule     | Alte Schule              | Übernthaler Straße 3 LageFlur: 9, Flurstück: 407 | Auf der Anhöhe des Kirchberges weit hin sichtbar gelegen die alte Schule Eisemroths aus der Mitte des 19. Jh., ein Fachwerkbau von 4:2-Fensterachsen mit Krüppelwalmdach, der ohne horizontales Riegelwerk errichtet wurde. Kulturdenkmal aus geschichtlichen und städtebaulichen Gründen. | Mitte 19. Jahrhundert          | 133177 DDB |

### Oberndorf
| Bild                | Bezeichnung              | Lage | Beschreibung | Bauzeit | Objekt-Nr. |
| ------------------- | ------------------------ | --- | --- | ------- | ---------- |
| Fachwerkbau         | Fachwerkbau              | Eisemrother Straße 9 LageFlur: 15, Flurstück: 58/1                                                                                           | Südlich des Ortskerns gelegener, zweigeschossiger traufständiger Fachwerkbau. der im Obergeschoss der Traufseite noch das Fachwerkgefüge der Zeit um 1700 in gedrungenen Proportionen mit einem profilierten und mit geschnitzten Schmuckformen versehenen Geschossversatz aufweist. Dem Bau kommt so geschichtliche Bedeutung zu, die durch seine städtebaulich bedeutsame Randlage noch unterstrichen wird. Kulturdenkmal aus geschichtlichen und städtebaulichen Gründen. | um 1700 | 133184 DDB |
| Bild gesucht BW     | Sachgesamtheit Eisenbahn | Eisenbahn, K 54, Hollerborn, Hinterm Kronscheid LageFlur: 6, 7, 13, Flurstück: 205/11, 205/12, 224, 109/1–3, 110, 114, 115, 116, 181, 22, 23 | |         | 953337 DDB |
| Gesamtanlage        | Gesamtanlage             | Gesamtanlage Historischer Ortskern Lage | Oberndorf liegt an der östlichen Kreisgrenze, am südlichen Rand des Schelder-Waldes. Der Ort, auf das 9. Jh. zurückgehend, ist historisch Teil des Amtsbezirks Tringenstein. Vom mittelalterlichen Kern ist die Pfarrkirche am nordöstlichen Ortsrand erhalten. In dem heute von einem großen Dreieck bestimmten Wegenetz des Dorfes (Kirchstraße/Langgasse/Tringensteiner Straße) sind unterschiedliche historische Wirtschafts- bzw. Hausformen erhalten: in der Kirchstraße L-förmige Hofanlagen noch des 17. Jh.s, besonders an der Gabelung Langgasse/Kirchstraße isoliert stehende Scheunen der Zeit um 1700, und zu den Rändern der Ortslage hin Einhäuser des 18. Jh.s (Kirchstraße und Langgasse). Diese Vielfalt der Hausformen verleiht dem Ort geschichtliche Bedeutung. Der Ortskern von Oberndorf ist deshalb als eine kleine Gesamtanlage anzusehen. Kulturdenkmal aus geschichtlichen Gründen. |         | 133183 DDB |
| Evangelische Kirche | Evangelische Kirche      | Kirchstraße LageFlur: 10, Flurstück: 25 | Mittelalterlicher Bau mit quadratischem Schiff und ebensolchem Chor. In verputztem Bruchstein errichtet, Dach und sechsseitiger Dachreiter mit Spitzhelm verschiefert, ebenso das Dreieck des südwestlichen Giebels. Im Inneren ist der Chor tonnengewölbt, das Schiff flachgedeckt. Ein in der Achse des Schiffes verlaufender Unterzug wird von einer achtseitigen Holzstütze mit Kopfbändern unterstützt. Die L-förmige Empore ist 1670 datiert, der Brüstungsriegel wird von rechteckigen Pfosten mit geschnitzten Zierformen getragen. Die Pfosten stehen quasi auf einer Schwelle, deren oberer Teil durch ein umlaufendes Perlband betont ist. Der Brüstungsriegel an der Unterkante ebenfalls mit geschnitzten Schmuckformen. Kulturdenkmal aus geschichtlichen und künstlerischen Gründen. | 1674    | 133187 DDB |
| L-förmige Hofanlage | L-förmige Hofanlage      | Kirchstraße 3 LageFlur: 10, Flurstück: 98/1                                                                                                  | L-förmige Hofanlage, bestehend aus zur Straße giebelständigem Wohnhaus und zurückliegender Scheune, beides Fachwerkbauten der Zeit um 1700. Als mehrteilige Hofform von geschichtlicher Bedeutung und deshalb Kulturdenkmal, zudem gegenüber der Kirche in herausgehobener Lage. Kulturdenkmal aus geschichtlichen und städtebaulichen Gründen. | um 1700 | 133185 DDB |
| L-förmige Hofanlage | L-förmige Hofanlage      | Kirchstraße 5, Kirchstraße LageFlur: 10, Flurstück: 100, 99                                                                                  | Wie der benachbarte Hof Kirchstraße 3 eine L-förmige Hofanlage; zwei Gefache im Giebeldreieck des Wohnhauses tragen die Datierung 1674 im Putz, eine Datierung, die dem Fachwerkgefüge von Wohnhaus und Scheune entspricht. Als bäuerliche Hofform der Zeit um 1700 von geschichtlicher Bedeutung und deshalb Kulturdenkmal. Kulturdenkmal aus geschichtlichen Gründen. | 1674    | 133186 DDB |
| Laufbrunnen         | Laufbrunnen              | Langgasse LageFlur: 10, Flurstück: 341/4 | 1895 datierter gusseiserner Laufbrunnen mit rechteckigem Trog, dieser mit einem Blütenfries als oberem Abschluss, der Brunnenstock von Pinienzapfen bekrönt, das Wasserrohr als Drachenkopf geformt. Kulturdenkmal aus geschichtlichen und städtebaulichen Gründen. | 1895    | 133188 DDB |

### Tringenstein
| Bild                    | Bezeichnung             | Lage                                                                  | Beschreibung | Bauzeit         | Objekt-Nr. |
| ----------------------- | ----------------------- | --------------------------------------------------------------------- | --- | --------------- | ---------- |
| Gesamtanlage            | Gesamtanlage            | Gesamtanlage Historischer Ortskern Lage                               | Ausgangspunkt der aufgrund ihrer geschichtlichen Bedeutung ausgewiesenen Gesamtanlage ist der Bergkegel der 1351 errichteten Burg, von der heute noch geringe Mauerreste erhalten sind. Ab dem 16. Jh. wurden außerhalb der Burg Höfe errichtet und so der Kern zu dem Ort Tringenstein gelegt. Die Gesamtanlage umfasst den Bereich des Ortskerns, der von bäuerlichen Bauten der Zeit um 1700 geprägt ist. Sie legen sich mit hangparallelem Firstverlauf um den Burgberg. Als dominanter Bau befindet sich am Anfang der Schlossstraße das alte Schulhaus mit Betsaal. Dem historischen Ortskern, aber auch dem übrigen Siedlungsgebiet, kommt durch die gute Einsehbarkeit vom Burgberg aus eine besondere Bedeutung zu. Kulturdenkmal aus geschichtlichen Gründen. | 1351            | 133189 DDB |
| Fachwerkbau             | Fachwerkbau             | Hofstraße 14 LageFlur: 7, Flurstück: 233/1                            | Am südöstlichen Ortsrand gelegener Fachwerkbau um 1700 mit vollkommen ursprünglich erhaltenem Gefüge im Ober- und Dachgeschoss über umlaufend profilierter Schwelle auf vorkragenden Balkenköpfen. Der Bau ist Teil einer gestreckten Hofanlage, die sich anschließende Scheune ist verkleidet. Kulturdenkmal aus geschichtlichen und städtebaulichen Gründen. | um 1700         | 133190 DDB |
| Alte Schule und Brunnen | Alte Schule und Brunnen | Oranienstraße 28 LageFlur: 7, Flurstück: 119/1                        | An der Ecke Schloßstraße/Oranienstraße gelegener zweigeschossiger verschindelter Fachwerkbau über massivem Sockelgeschoss, der die Funktionen Rathaus, Schule und Betsaal im Obergeschoss vereinigt, zu datieren in das 18. Jh. Am östlichen Giebel eine schöne Tür des frühen 19. Jh., das Krüppelwalmdach besitzt in Firstmitte einen kleinen achtseitigen Haubendachreiter. In dem im Obergeschoss befindlichen Betsaal sind zwei gedrehte und reich profilierte Holzsäulen erhalten, die die Längsunterzüge unterstützen, ferner eine Kanzel mit Eckpilastern, die noch aus der ersten Hälfte des 17. Jh. stammt. Vor dem westlichen Giebel des Gebäudes ein gusseiserner Laufbrunnen des späten 19. Jh. Kulturdenkmal aus geschichtlichen und städtebaulichen Gründen. | 18. Jahrhundert | 133191 DDB |
| Burg Tringenstein       | Burg Tringenstein       | Schloss Tringenstein, Schloßstraße LageFlur: 7, Flurstück: 158/2, 159 | Südöstlich des Ortskerns von Tringenstein liegt auf einem Bergkegel des Schelder-Waldes das Gelände der ehemaligen Burg Tringenstein. Erhalten sind nur noch Reste der Grundmauern sowie eine rundbogige Toröffnung im nördlichen Burgbezirk und der markante Standort, der einen reizvollen Blick auf Tringenstein und die umgebende Landschaft des Schelder-Waldes bietet. Die Burg wurde 1351 von Adelheid von Nassau errichtet, eine Gegenmaßnahme zur Gründung von Neu-Dernbach (vgl. Kreisgeschichte und „Dernbacher Fehde“). Unter der Obhut mehrerer adliger Familien wird die Burg Gerichtssitz. Mit dem Ausgang des Mittelalters verlor die Burg ihre Funktion als Wehrbau, blieb aber Ziel von Jagdausflügen der nassauischen Herrschaft und war auch kurzfristig Residenz von Johann IV. und Johann V. von Nassau-Dillenburg. Ab dem 16. Jh. wurden außerhalb der Burg Höfe errichtet, der Kern des Ortes Tringenslein. Im 17. Jh. - während des Dreißigjährigen Krieges - war die Burg Zufluchtsstätte für die sie umgebenden Ortschaften; 1625 weicht Graf Ludwig Heinrich nach Tringenstein aus, nachdem in Dillenburg die Pest ausbrach. Der endgültige Niedergang der Burg begann im 18. Jh.: die Ämter Tringenstein und Ebersbach wurden vereinigt, der Amtssitz ging nach Ebersbach. Die Burg war seitdem ohne Funktion und der Verfall setzte ein. Einzige Nutzung heute ist eine am östlichen Rand des Burgbezirkes errichtete Gedenkstätte. Das Gelände mit den verfallenen Resten der Burg Tringenstein ist Kulturdenkmal aufgrund seiner geschichtlichen Bedeutung. Kulturdenkmal aus geschichtlichen Gründen. |                 | 133192 DDB |

### Übernthal
| Bild                    | Bezeichnung              | Lage                                                                                | Beschreibung | Bauzeit                       | Objekt-Nr. |
| ----------------------- | ------------------------ | ----------------------------------------------------------------------------------- | --- | ----------------------------- | ---------- |
| Altes Rathaus           | Altes Rathaus            | Bachstraße LageFlur: 38, Flurstück: 150/1                                           | Zweigeschossiger barocker Fachwerkbau; ein Gefach trägt die Datierung 1775 im Putz. Bemerkenswert am Gefüge ist die zusammenfassende Profilierung von Schwelle, Balkenenden und Füllhölzern, die die Erscheinung eines einheitlichen Gesimses bewirkt. Neben den geschnitzten Schmuckformen ist die zweiflügelige Tür hervorzuheben mit Balustern als Gewände und profiliertem Sturz. Darin Inschrift: GOTTES GEHET ÜBER ALLES. DENN OHNE FURCHT DES HERRN IST BÖS ZU LEBEN. Ein weiteres Portal befand sich in der Mittelachse der Traufseite. Der die Dominanz des Baus im Dorfbild erhöhende quadratische Dachreiter mit Laterne und Spitzhelm stammt aus der ersten Hälfte des 19. Jh. Der die Stirnseite eines kleinen Dorfplatzes einnehmende Bau ist Kulturdenkmal aufgrund seiner geschichtlichen, künstlerischen und städtebaulichen Bedeutung. Kulturdenkmal aus geschichtlichen, künstlerischen und städtebaulichen Gründen. | 1775                          | 133195 DDB |
| Fachwerkbau             | Fachwerkbau              | Bachstraße 3, Bachstraße LageFlur: 38, Flurstück: 164, 165                          | Giebelständiger Fachwerkbau der Zeit um 1700; im Obergeschoss ist das Gefüge über einem profilierten Geschossversatz in seiner ursprünglichen Form erhalten. Neben den aussteifenden Mannfiguren sind in den Brüstungsgefachen geschweifte Streben mit Nasen und rautenförmige Zierformen zu nennen. Kulturdenkmal aus geschichtlichen Gründen. | um 1700                       | 133194 DDB |
| Eisenbahnbrücke         | Eisenbahnbrücke          | Eisenbahn LageFlur: 44, Flurstück: 160                                              | Dreibogiger Sandsteinviadukt von 1901 (Scheitelhöhe 5,00 m) über einen westwärts ins Weibachtal führenden Fahrweg. Kulturdenkmal aus geschichtlichen Gründen. | 1901                          | 161959 DDB |
| Bild gesucht BW         | Sachgesamtheit Eisenbahn | Eisenbahn, Bachstraße LageFlur: 10, 37, 40, 43, 44, Flurstück: 355/2, 150, 200, 160 | |                               | 953752 DDB |
| Gesamtanlage            | Gesamtanlage             | Gesamtanlage Historischer Ortskern Lage                                             | Im Ortskern Übernthals liegt das Rathaus, ein barocker Fachwerkbau, der mit seiner Traufseite einen dreieckigen Platz mit Brunnen bestimmt. Zusammen mit den den Platzzugang rahmenden bäuerlichen Bauten des 18. Jh.s am Beginn des Talwegs ist dieser Bereich aufgrund seiner geschichtlichen und künstlerischen Bedeutung eine kleine Gesamtanlage. Mit einbezogen ist das neben dem Rathaus befindliche Backhaus sowie die Bruchsteinbrücke über den Siegbach, an den das Rathaus mit seiner Rückfront angrenzt. Kulturdenkmal aus geschichtlichen Gründen. | 18. Jahrhundert               | 133193 DDB |
| Fachwerkbau             | Fachwerkbau              | Nüssegarten 2 LageFlur: 38, Flurstück: 152                                          | Im ansteigenden Gelände des Nüssegartens, einem kleinen Querstich zur Bachstraße, gelegener giebelständiger Fachwerkbau mit im Obergeschoss sehr gut erhaltenem Gefüge; in ehemaliger Gebäudemitte im Brüstungsgefach Feuerbock. In jüngster Zeit Rückbau der daran anschließenden zweiten Haushälfte. Als Fachwerkbau der Zeit um 1700 trotz des Verlustes des Nachbargebäudes von geschichtlicher Bedeutung und deshalb Kulturdenkmal. Kulturdenkmal aus geschichtlichen Gründen. | um 1700                       | 133197 DDB |
| Laufbrunnen             | Laufbrunnen              | Offenbacher Straße LageFlur: 38, Flurstück: 220/9                                   | Auf dem Dorfplatz vor dem Rathaus gelegener gusseiserner Laufbrunnen des ausgehenden 19. Jahrhunderts. Die acht Seiten des Troges sind geschweift gerahmt, in der Mitte der Felder in Relief jeweils ein stilisiertes kreuzförmiges Blütenmotiv. Der Brunnenstock mit Knauf und Pinienzapfen als Bekrönung. Kulturdenkmal aufgrund seiner geschichtlichen und städtebaulichen Bedeutung. |                               | 133198 DDB |
| Winkelförmige Hofanlage | Winkelförmige Hofanlage  | Offenbacher Straße 6 LageFlur: 38, Flurstück: 142                                   | Kleine winkelförmige Hofanlage aus der zweiten Hälfte des 18. Jh.; Wohnbau und Scheune - beide in Fachwerk - sind erhalten. Die Hofform im Kontrast zu der sonst in der Region vorherrschenden Gehöftform des Einhauses ist von geschichtlicher Bedeutung und deshalb Kulturdenkmal. Kulturdenkmal aus geschichtlichen Gründen. | zweite Hälfte 18. Jahrhundert | 133199 DDB |
| Fachwerkscheune         | Fachwerkscheune          | Offenbacher Straße 11 LageFlur: 38, Flurstück: 112/2                                | Inschriftlich 1777 datierte Fachwerkscheune mit hervorragendem Gefüge, in den Gefachen 1810 datiertes Putzornament, im Sturz des Stallzuganges zwei symbolische Tierfiguren. In den profilierten Geschossbalken der Traufseite Bauinschriften, die u. a. das Baudatum und die Erbauer der Scheune. ANDREAS TIELMANN.ANNA. KATHARINA.EHLEUT, nennen. Kulturdenkmal aus geschichtlichen, künstlerischen und städtebaulichen Gründen. | 1777                          | 133200 DDB |
| Fachwerkwohnbau         | Fachwerkwohnbau          | Offenbacher Straße 13 LageFlur: 38, Flurstück: 113/1                                | Traufständiger Fachwerkwohnbau, datiert 1798, weitgehend ursprünglich erhaltenes Gefüge mit umlaufend profilierter Schwelle und gedrehten Säulen in den Eckständern. Im Rahm des Erdgeschosses Inschrift mit der genannten Datierung und Nennung der Erbauer. Zusammen mit der benachbarten Scheune eine eindrucksvolle Gebäudestaffelung in der ansteigenden Offenbacher Straße. Kulturdenkmal aus geschichtlichen, künstlerischen und städtebaulichen Gründen. | 1798                          | 133201 DDB |
| Brunnen                 | Brunnen                  | Offenbacher Straße (K 56) LageFlur: 38, Flurstück: 220/12                           | Auf dem Dorfplatz vor dem Rathaus gelegener gusseiserner Laufbrunnen des ausgehenden 19. Jh. Die acht Seiten des Troges sind geschweift gerahmt, in der Mitte der Felder in Relief jeweils ein stilisiertes kreuzförmiges Blütenmotiv. Der Brunnenstock mit Knauf und Pinienzapfen als Bekrönung. Kulturdenkmal aufgrund seiner geschichtlichen und städtebaulichen Bedeutung. Kulturdenkmal aus geschichtlichen und städtebaulichen Gründen. | 19. Jahrhundert               | 172154 DDB |
| Siegbach-Brücke         | Siegbach-Brücke          | Siegbach LageFlur: 38, Flurstück: 234/1                                             | In unmittelbarer Nachbarschaft zum Rathaus gelegene verputzte Bruchsteinbrücke aus der ersten Hälfte des 19. Jh. mit kleinem Treppenabgang zum Siegbach. Kulturdenkmal aus geschichtlichen Gründen. | erste Hälfte 19. Jahrhundert  | 133196 DDB |
| Einhausgehöft           | Einhausgehöft            | Talweg 2 LageFlur: 38, Flurstück: 62/1                                              | In Fachwerk errichtetes Einhausgehöft, das zu dem kleinen Dorfplatz vor dem Rathaus überleitet. Im Torsturz der Scheune Bauinschrift mit Datierung 1715. Über dem Torsturz eine Rosette. Kulturdenkmal aus geschichtlichen und städtebaulichen Gründen. | 1715                          | 133202 DDB |

### Wallenfels
| Bild                  | Bezeichnung           | Lage                                                        | Beschreibung | Bauzeit         | Objekt-Nr. |
| --------------------- | --------------------- | ----------------------------------------------------------- | --- | --------------- | ---------- |
| Gesamtanlage          | Gesamtanlage          | Gesamtanlage Historischer Ortskern Lage                     | Der Ort Wallenfels geht zurück auf die um 1300 erfolgte Errichtung der Burg Wallenfels durch Heinrich I. von Hessen auf einem Bergkegel südöstlich der Angelburg. Die Errichtung diente der Unterstützung der Dernbacher in ihrem Streit mit Nassau. Nach der Niederlage der Dernbacher 1333 gab der hessische Landgraf die Burg als Lehen an Nassau. In der Folgezeit wechselten die Besitzer in rascher Folge. Die Burg verfiel ab 1500, nachdem sie ihren strategischen Wert einbüßte. Die Burg war vermutlich auch Malstätte eines Gerichts. Am Fuße des Burgbergs entwickelte sich die Siedlung. Der Charakter von Wallenfels als kleine, an eine Burg angelehnte Siedlung ist heute noch klar ablesbar: Untergasse und Obergasse legen sich um den Burgberg. Eine siedlungsgeschichtliche Besonderheit ist die Vielzahl zwei- und dreiseitiger Höfe des 18. Jh.s, besonders in der Obergasse und dem nordöstlichen Ende der Untergasse. Kulturdenkmal aus geschichtlichen Gründen. | um 1300         | 133203 DDB |
| Zweiseitige Hofanlage | Zweiseitige Hofanlage | Obergasse 3 LageFlur: 1, Flurstück: 22/1                    | Zweiseitige Hofanlage des 18. Jh., durch modernen Anbau zu einem U-förmigen Hof geschlossen. Wohnbau und Scheune des 18. Jh. mit barocker Fachwerkfiguration und geschnitzten Schmuckformen. Scheune im Sturz datiert 1792. An der Scheune Gefache mit Kratzputzornamentik, datiert 1793 Der Hof ist Kulturdenkmal aufgrund seiner künstlerischen Ausschmückung, seiner siedlungsgeschichtlichen Besonderheit und seiner städtebaulich dominierenden Lage in der Obergasse. Kulturdenkmal aus geschichtlichen, künstlerischen und städtebaulichen Gründen. | 18. Jahrhundert | 133206 DDB |
| Dreiseitige Hofanlage | Dreiseitige Hofanlage | Obergasse 4 LageFlur: 1, Flurstück: 21/7                    | Dreiseitige Hofanlage; Wohn- und Wirtschaftsgebäude wurden einheitlich im 18. Jh. errichtet. Barockes Fachwerkgefüge mit zahlreichen geschnitzten Schmuckformen. Die Hofanlage hat regionale Seltenheit und ist so von besonderer geschichtlicher Bedeutung. Zusammen mit dem folgenden Hof ein auch städtebaulich unverzichtbarer Teil der Obergasse. Kulturdenkmal aus geschichtlichen und städtebaulichen Gründen. | 18. Jahrhundert | 133205 DDB |
| Wirtschaftsgebäude    | Wirtschaftsgebäude    | Untergasse LageFlur: 1, Flurstück: 6/1                      | Kleines Wirtschaftsgebäude auf der östlichen Seite der Untergasse, an der Gabelung mit der Obergasse gelegen. Der seltene Typ eines kleinen, nur zweizonigen Ständerbaus des 18. Jh. mit zahlreichen Schmuckelementen ist künstlerisch und handwerklich bedeutsam. Inschrift mit Datierung: DURCH GOTTES HILF ERBAUT VON HANS HEINRICH STOLL UND KATHARINA EHELEUTE 1778. Kulturdenkmal aus geschichtlichen, künstlerischen und | 18. Jahrhundert | 133207 DDB |
| Fachwerkscheune       | Fachwerkscheune       | Untergasse 7 LageFlur: 1, Flurstück: 18/13                  | Fachwerkscheune, wohl noch des 17. Jh., mit durchgehenden Ständern errichtet, die geschnitzte Schmuckmotive tragen. Der Bau markiert den südwestlichen Rand des historischen Ortskerns. Kulturdenkmal aus städtebaulichen Gründen. | 17. Jahrhundert | 133204 DDB |
| Dreiseitige Hofanlage | Dreiseitige Hofanlage | Untergasse 13, Untergasse LageFlur: 1, Flurstück: 10/8, 9/6 | Dreiseitige stattliche Hofanlage des 18. Jh.: Wohnbau mit zwei Wirtschaftsgebäuden. Die Baugruppe markiert den östlichen Ortsrand. Kulturdenkmal aus geschichtlichen und städtebaulichen Gründen. | 18. Jahrhundert | 133208 DDB |